# アリートゥス郡
アリートゥス郡（リトアニア語: Alytaus apskritis）は、リトアニアにある10の郡のうちの一つ。リトアニアの最南部に位置し、南はベラルーシ、西はポーランドに接している。中心都市はアリートゥス。
郡の南部にあるドルスキニンカイは温泉の町として有名。

## 歴史
戦間期のリトアニアでもアリートゥス郡が設置されていた。1940年にリトアニアがソビエト連邦に編入されると、1950年に郡制度が廃止され、より小さな行政区分である地区（ラヨナス、リトアニア語: rajonas）に分割された。
リトアニアが独立を回復すると、1994年に郡制度が再び施行されることとなった。しかし、戦間期の郡制度は現代には適合しなかったため、国全体を10に分ける郡制度が新たに導入された。
2004年、アリートゥス郡章が制定された。
2010年、郡の行政機能は国および各自治体に移行され、郡は行政機能を伴わない名目上の行政区画となった。

## 自治体・都市
アリートゥス郡は、以下の5つの自治体によって構成される。
- アリートゥス都市自治体（英語版）
  - アリートゥス
- アリートゥス地区自治体（英語版）
  - シムナス（リトアニア語版）
  - ダウガイ（リトアニア語版）
- ドルスキニンカイ基礎自治体（英語版）
  - ドルスキニンカイ
- ラズディヤイ地区自治体（英語版）
  - ラズディヤイ（リトアニア語版）
  - ヴェイシエヤイ（リトアニア語版）
- ヴァレナ地区自治体（英語版）
  - ヴァレナ